# Perry Robinson

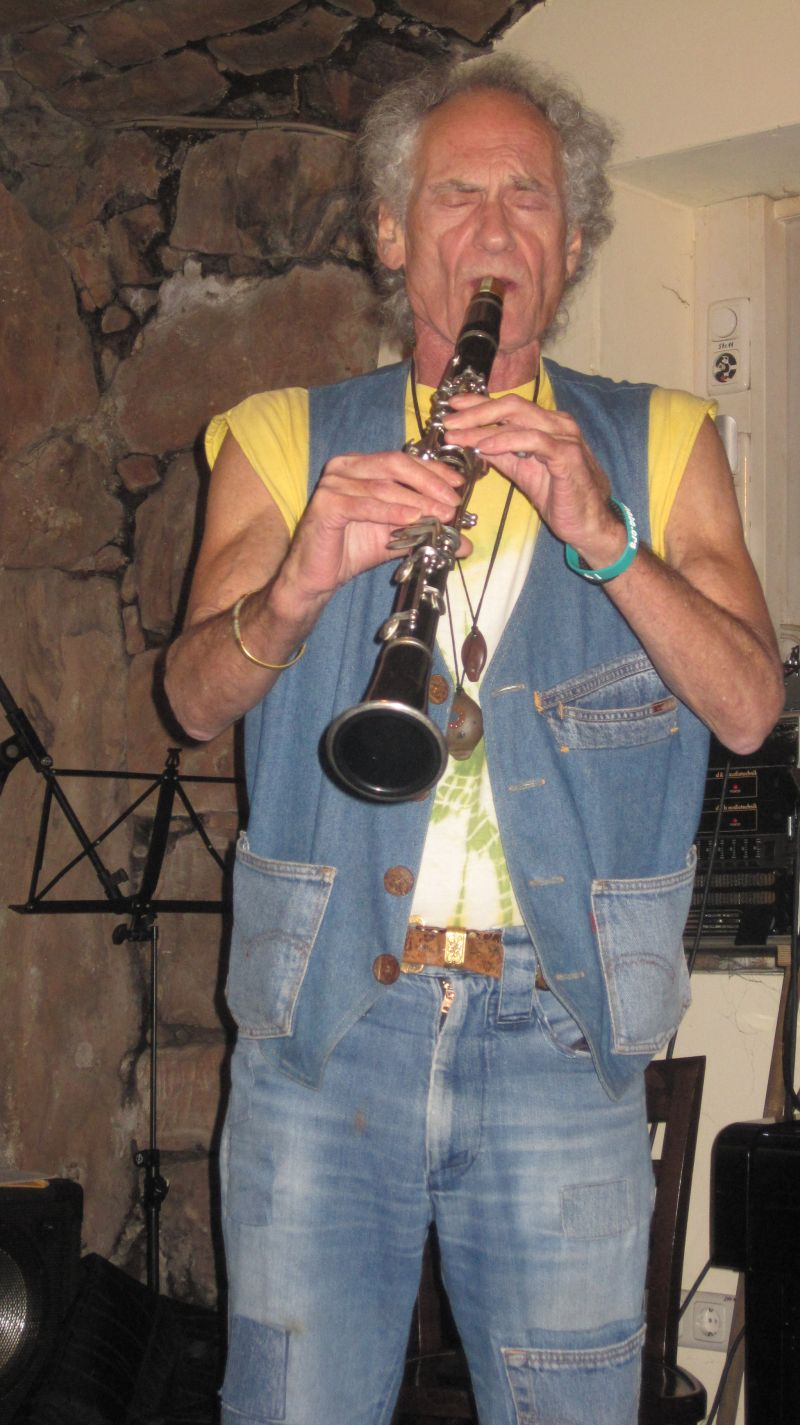
Perry Robinson, Jazzclub Cavete Marburg 2011

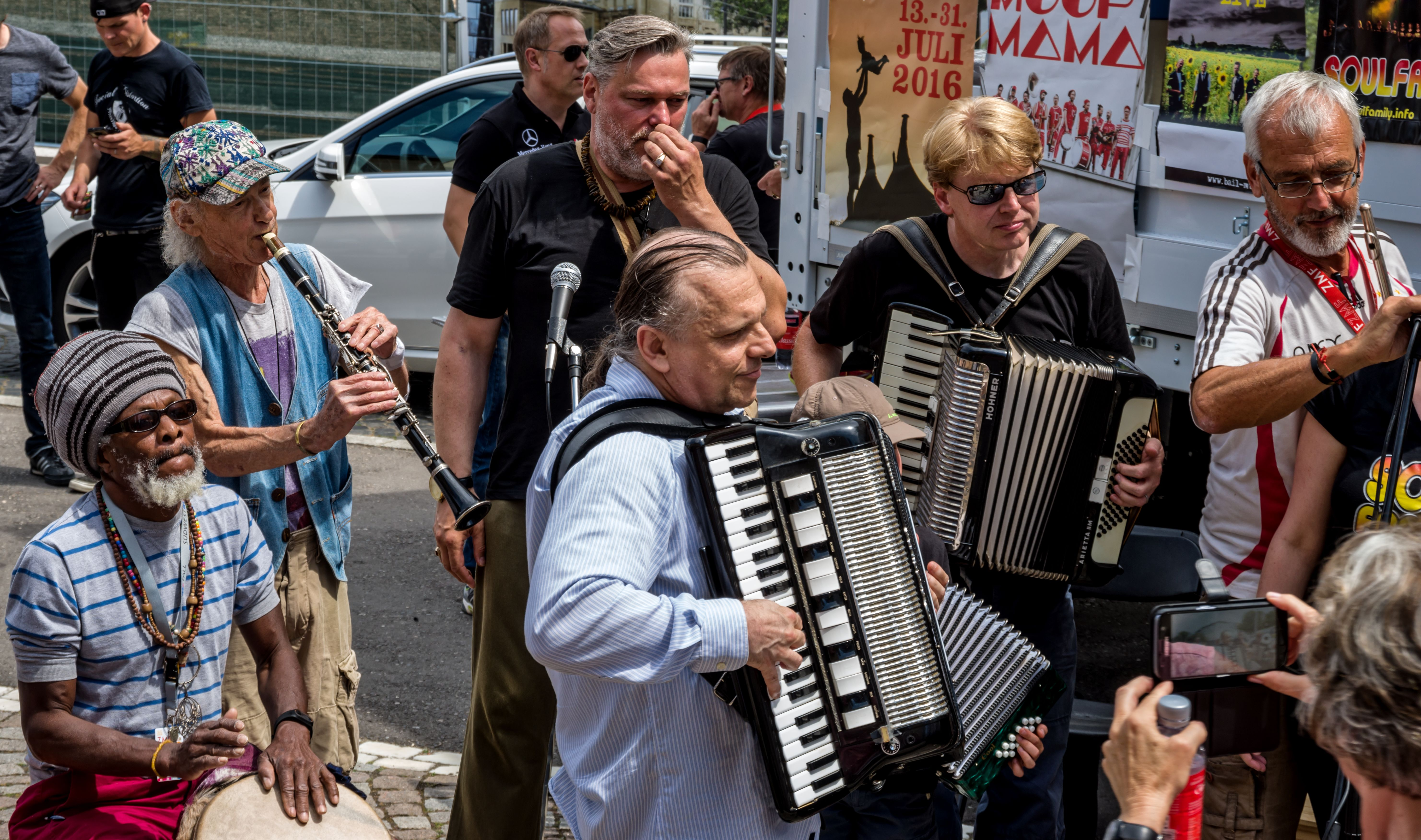
Bei der Stadtaktion des ZMF 2016 in Freiburg

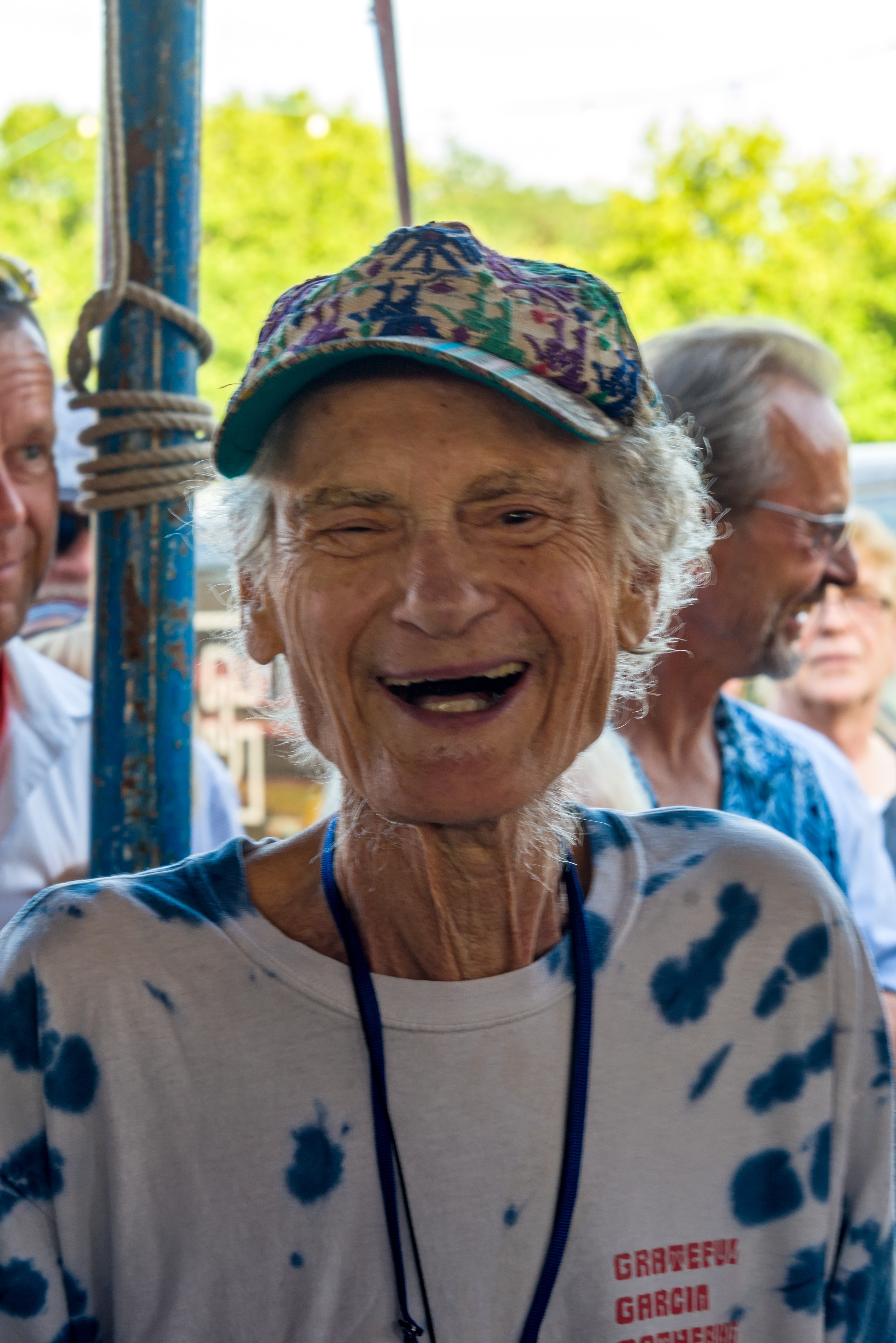
Perry auf dem ZMF 2018

Perry Morris Robinson (* 17. September 1938 in New York City; † 2. Dezember 2018 Jersey City) war ein US-amerikanischer Jazzklarinettist. Seine Musizierhaltung verband Elemente der abstrakten Improvisation und der Jazztradition mit dem Klezmer und Volksliedhaften.

## Leben und Wirken
Perry Robinson war der Sohn des Folksängers und Komponisten Earl Robinson. Er wuchs teilweise in Hollywood auf, um dann ab 1953 die High School of Music and Art in New York zu besuchen; in dieser Zeit wurde er durch Tony Scott, mit dem er jammte, und James Collis geprägt. Nach seinem Musikstudium besuchte er 1959 die Lenox School of Jazz. Dort durch Ornette Coleman und Don Cherry beeinflusst, gehörte er nach einem Spanienaufenthalt, wo er 1961 zur Gruppe von Tete Montoliu gehörte, zur ersten Welle der Free-Jazz-Avantgarde und spielte mit Bill Dixon, Archie Shepp, Paul Bley, Henry Grimes und Sunny Murray. Während seines Wehrdienstes (1963 bis 1965 in Panama) bildete er ein Trio mit Bill Folwell und Tom Price, mit dem er anschließend in New York auftrat. Ende der 1960er war er an Carla Bleys Escalator over the Hill und Charlie Hadens Liberation Music Orchestra beteiligt. Die 1972 begonnene, bis wenigstens 2006 andauernde Zusammenarbeit mit Gunter Hampel hat ihn nachhaltig geprägt. Mitte der 1970er spielte er mit Dave Brubeck und dessen Söhnen in der Band Two Generations of Brubeck. Von 1975 bis 1977 arbeitete Robinson in Deutschland mit der Klarinettengruppe Clarinet Contrast zusammen, die das Interesse für die Klarinette in der zeitgenössischen Jazzszene aufleben ließ. Mit Mike Morgenstern gründete er Mitte der 1980er in den Vereinigten Staaten die ebenfalls durch das Zusammenspiel mehrerer Klarinetten geprägte Licorice Factory. In den späten 1980er Jahren hatte er sonntagmittags eine Show JazzMagic im Blue Note, in der er neben Musik auch Zaubertricks präsentierte.
Daneben hat Robinson mit eigenen Gruppen, aber auch mit der New Yorker Undergroundszene (z. B. Allen Ginsberg, Tuli Kupferberg und The Fugs), Rozanne Levines Christal Clarinets und mit Burton Greenes Gruppe Klezmokum gearbeitet. 2009 fand in New York mit ihm als Solisten die Uraufführung von Gary M. Schneiders Concerto for Jazz Clarinet & String Orchestra mit dem Hoboken Chamber Orchestra statt.
Zwischen 1967 und 1984 errang er im Kritikerpoll des US-amerikanischen Musikmagazins Down Beat als Klarinettist, der mehr Beachtung verdiene, acht Mal Platz 1.
Seit 1990 war Perry Robinson auf dem Zelt-Musik-Festival in Freiburg Dauergast, er war bis zu seinem Tod im Jahr 2018 insgesamt 29 Mal dabei, insgesamt verbrachte er mehr als ein Jahr auf dem ZMF. Im Jahre 2007 war er der erste Ehrenpreisträger des Festivals. Im Jahre 2014 wurde er zu seinem 75. Geburtstag mit der Galanacht des Festivals geehrt. Er wurde als der gute Geist des Festivals bezeichnet.

## Auswahldiskographie
- Perry Robinson 4: Funk Dumpling mit Kenny Barron, Henry Grimes, Paul Motian
- Clarinet Summit: You Better Fly Away (1979; mit John Carter, Gianluigi Trovesi, Theo Jörgensmann, Bernd Konrad, Ernst-Ludwig Petrowsky, Didier Lockwood, Stan Tracey, Eje Thelin, Kai Kanthak, J.F. Jenny-Clark, Günter „Baby“ Sommer, Aldo Romano)
- P. Robinson Quartet: Call To The Stars (1990; mit Simon Nabatov, Ed Schuller, Ernst Bier)
- John Fischer Environ Days (1991, mit Lester Bowie, Marion Brown, Charles Tyler, Arthur Blythe)
- G. Hampel: Celestial Glory (1991; mit Jeanne Lee, Mark Whitecage, Thomas Keyserling)
- German Clarinet Duo Materialized Perception (1992)
- Lou Grassi’s PoBand: Mo’ Po (1997; mit Herb Robertson, Wilber Morris, Steve Swell)
- Anat Fort: A Long Story (2004; mit Schuller, Motian)
- Burton Greene / Perry Robinson: Two Voices in the Desert (2009)
- Perry Robinson / Michael Zerang / Raphael Roginski / Wacław Zimpel: Yemen: Music of the Yemenite Jews (2012)
- Clarinet Summit Clarinet Summit (2017), mit Theo Jörgensmann, Gianluigi Trovesi, Bernd Konrad, Sebastian Gramss, Albrecht Maurer, Günter „Baby“ Sommer sowie Annette Maye.
- Steve Cohn / Perry Robinson: Faces (Tube Room, 2020)

## Schriften
- Perry Robinson & Florence Wetzel: The Traveler 2002; ISBN 978-0595215386.

## Lexikalische Einträge
- Carlo Bohländer, Karl Heinz Holler, Christian Pfarr: Reclams Jazzführer. 5., durchgesehene und ergänzte Auflage. Reclam, Stuttgart 2000, ISBN 3-15-010464-5.
- Ian Carr, Digby Fairweather, Brian Priestley: Rough Guide Jazz. Der ultimative Führer zur Jazzmusik. 1700 Künstler und Bands von den Anfängen bis heute. Metzler, Stuttgart/Weimar 1999, ISBN 3-476-01584-X.
- Leonard Feather, Ira Gitler: The Biographical Encyclopedia of Jazz. Oxford University Press, New York 1999, ISBN 0-19-532000-X.